# Élite (serie de televisión)
Élite es una serie española de suspenso y drama adolescente creada por Carlos Montero Castiñeira y Darío Madrona para Netflix. Está ambientada en Las Encinas, un instituto de élite ficticio en España que acoge a adolescentes privilegiados y adinerados. La serie se centra inicialmente en tres estudiantes de clase trabajadora que consiguen matricularse en Las Encinas a través de un programa de becas, así como en las interacciones sociales y románticas que mantienen entre otros alumnos. 
Aunque la serie tiene su parte de momentos desenfadados, Élite se centra principalmente en las pruebas y tribulaciones de sus protagonistas, explorando temas como la adolescencia, las grandes fortunas, la sexualidad, el clasismo, el abandono, el consumo de drogas y actividades ilícitas como el crimen y el asesinato. La escritura, la actuación y el retrato de temas maduros fueron particularmente elogiados. 
La serie se divide en ocho temporadas con ocho episodios cada una, emitidas desde 2018 hasta 2024. La temporada de estreno, compuesta por ocho episodios, se estrenó en Netflix el 5 de octubre de 2018, obteniendo críticas positivas que describieron la serie como un «placer culpable». Durante los seis años siguientes, se estrenaron en Netflix las otras siete temporadas. La octava y última temporada se estrenó el 26 de julio de 2024.

## Trama
La primera temporada narra la vida de un grupo de estudiantes de un exclusivo colegio privado, al que llegan tres nuevos alumnos becados de clase humilde, provocando una confrontación entre ricos y pobres que desemboca en asesinatos y desapariciones de alumnos. La serie explora diversos conceptos asociados con los dramas adolescentes. La principal característica de la serie es que por una parte se muestran clichés adolescentes, mientras que por otra se presentan otros temas más "progresivos" que normalmente no son tratados en las ficciones sobre adolescentes: diversidad sexual, diferencias culturales, drogas, enfermedades, acoso, uso de redes sociales, corrupción, asesinatos, robos, etc.

## Sinopsis

### Primera temporada
Tres jóvenes de la clase obrera asisten a una de las escuelas más exclusivas de España por medio de una beca que reciben, donde el choque con los hijos de la élite acaba en una tragedia inesperada.

### Segunda temporada
La segunda temporada de Élite es una de las más completas de toda la serie por la amplia selección de temas que trata, como la homosexualidad, el consumo de drogas, la criminología y el mal uso de las redes sociales. Se incorporan tres nuevos estudiantes al instituto Las Encinas: Valerio, Rebeka y Cayetana.

### Tercera temporada
Se inicia una nueva investigación a raíz del asesinato de otro estudiante. El alumnado piensa en su futuro, pero aún lo persiguen las secuelas del pasado del primer asesinato.

### Cuarta temporada
A Las Encinas llegan un director muy estricto y cuatro nuevos alumnos que embisten con enredos amorosos, rumores graves y un misterio recién salido del horno.

### Quinta temporada
Comienza otro semestre en Las Encinas que trae nuevos triángulos amorosos, nuevos alumnos, nuevas reglas.... y un nuevo crimen que los deja a todos desconcertados.

### Sexta temporada
La sexta temporada de Élite, la popular serie española de Netflix, se estrenó el 18 de noviembre de 2022. En esta temporada se siguen explorando dramas y conflictos en el exclusivo colegio “Las Encinas” con varios personajes nuevos y nuevos enfoques, tocando temas más profundos como la homofobia, la violencia de género, el racismo y el clasismo.

### Séptima temporada
Omar ha vuelto. Iván sufre por amor. Isadora lidia con su peligrosa familia. ¿Podrán los alumnos de Las Encinas confiar los unos en los otros?

### Octava temporada
Omar y Nadia se reúnen poco antes de la graduación de los estudiantes de Las Encinas. Un último misterio lleva a los amigos —y a los enemigos— al borde del colapso.

## Episodios
| Temporada | Temporada | Episodios | Episodios | Lanzamiento original    | Lanzamiento original    |
| --------- | --------- | --------- | --------- | ----------------------- | ----------------------- |
|           | 1         | 8         | 8         | 5 de octubre de 2018    | 5 de octubre de 2018    |
|           | 2         | 8         | 8         | 6 de septiembre de 2019 | 6 de septiembre de 2019 |
|           | 3         | 8         | 8         | 13 de marzo de 2020     | 13 de marzo de 2020     |
|           | 4         | 8         | 8         | 18 de junio de 2021     | 18 de junio de 2021     |
|           | 5         | 8         | 8         | 8 de abril de 2022      | 8 de abril de 2022      |
|           | 6         | 8         | 8         | 18 de noviembre de 2022 | 18 de noviembre de 2022 |
|           | 7         | 8         | 8         | 20 de octubre de 2023   | 20 de octubre de 2023   |
|           | 8         | 8         | 8         | 26 de julio de 2024     | 26 de julio de 2024     |

## Elenco
| María Pedraza                      | Marina Nunier             | Principal  |            |            |            |            |            |            |           |  |  |  |  |  |  |  |  |  |  |  |  |  |  |  |  |  |  |  |  |  |  |  |  |  |  |  |  |  |  |  |  |  |  |  |  |  |  |  |  |  |  |  |  |  |  |  |  |  |  |  |  |
| Itzan Escamilla                    | Samuel García             | Principal  | Principal  | Principal  | Principal  | Principal  |            |            |           |  |  |  |  |  |  |  |  |  |  |  |  |  |  |  |  |  |  |  |  |  |  |  |  |  |  |  |  |  |  |  |  |  |  |  |  |  |  |  |  |  |  |  |  |  |  |  |  |  |  |  |  |
| Miguel Bernardeau                  | Guzmán Nunier             | Principal  | Principal  | Principal  | Principal  |            |            |            |           |  |  |  |  |  |  |  |  |  |  |  |  |  |  |  |  |  |  |  |  |  |  |  |  |  |  |  |  |  |  |  |  |  |  |  |  |  |  |  |  |  |  |  |  |  |  |  |  |  |  |  |  |
| Miguel Herrán                      | Christian Varela          | Principal  | Principal  |            |            |            |            |            |           |  |  |  |  |  |  |  |  |  |  |  |  |  |  |  |  |  |  |  |  |  |  |  |  |  |  |  |  |  |  |  |  |  |  |  |  |  |  |  |  |  |  |  |  |  |  |  |  |  |  |  |  |
| Jaime Lorente                      | Nano García               | Principal  | Principal  | voz        |            |            |            |            |           |  |  |  |  |  |  |  |  |  |  |  |  |  |  |  |  |  |  |  |  |  |  |  |  |  |  |  |  |  |  |  |  |  |  |  |  |  |  |  |  |  |  |  |  |  |  |  |  |  |  |  |  |
| Álvaro Rico                        | Polo Benavent             | Principal  | Principal  | Principal  |            |            |            |            |           |  |  |  |  |  |  |  |  |  |  |  |  |  |  |  |  |  |  |  |  |  |  |  |  |  |  |  |  |  |  |  |  |  |  |  |  |  |  |  |  |  |  |  |  |  |  |  |  |  |  |  |  |
| Arón Piper                         | Ander Muñoz               | Principal  | Principal  | Principal  | Principal  |            |            |            |           |  |  |  |  |  |  |  |  |  |  |  |  |  |  |  |  |  |  |  |  |  |  |  |  |  |  |  |  |  |  |  |  |  |  |  |  |  |  |  |  |  |  |  |  |  |  |  |  |  |  |  |  |
| Mina El Hammani                    | Nadia Shanaa              | Principal  | Principal  | Principal  | Principal  |            |            |            | Principal |  |  |  |  |  |  |  |  |  |  |  |  |  |  |  |  |  |  |  |  |  |  |  |  |  |  |  |  |  |  |  |  |  |  |  |  |  |  |  |  |  |  |  |  |  |  |  |  |  |  |  |  |
| Ester Expósito                     | Carla Rosón               | Principal  | Principal  | Principal  |            |            |            |            |           |  |  |  |  |  |  |  |  |  |  |  |  |  |  |  |  |  |  |  |  |  |  |  |  |  |  |  |  |  |  |  |  |  |  |  |  |  |  |  |  |  |  |  |  |  |  |  |  |  |  |  |  |
| Omar Ayuso                         | Omar Shanaa               | Principal  | Principal  | Principal  | Principal  | Principal  |            | Principal  | Principal |  |  |  |  |  |  |  |  |  |  |  |  |  |  |  |  |  |  |  |  |  |  |  |  |  |  |  |  |  |  |  |  |  |  |  |  |  |  |  |  |  |  |  |  |  |  |  |  |  |  |  |  |
| Danna Paola                        | Lucrecia Montesinos       | Principal  | Principal  | Principal  |            |            |            |            |           |  |  |  |  |  |  |  |  |  |  |  |  |  |  |  |  |  |  |  |  |  |  |  |  |  |  |  |  |  |  |  |  |  |  |  |  |  |  |  |  |  |  |  |  |  |  |  |  |  |  |  |  |
| Jorge López                        | Valerio Montesinos        |            | Principal  | Principal  |            |            |            |            |           |  |  |  |  |  |  |  |  |  |  |  |  |  |  |  |  |  |  |  |  |  |  |  |  |  |  |  |  |  |  |  |  |  |  |  |  |  |  |  |  |  |  |  |  |  |  |  |  |  |  |  |  |
| Claudia Salas                      | Rebeka Parrilla           |            | Principal  | Principal  | Principal  | Principal  |            |            |           |  |  |  |  |  |  |  |  |  |  |  |  |  |  |  |  |  |  |  |  |  |  |  |  |  |  |  |  |  |  |  |  |  |  |  |  |  |  |  |  |  |  |  |  |  |  |  |  |  |  |  |  |
| Georgina Amorós                    | Cayetana Grajera          |            | Principal  | Principal  | Principal  | Principal  |            |            |           |  |  |  |  |  |  |  |  |  |  |  |  |  |  |  |  |  |  |  |  |  |  |  |  |  |  |  |  |  |  |  |  |  |  |  |  |  |  |  |  |  |  |  |  |  |  |  |  |  |  |  |  |
| Leïti Sène                         | Malick Diallo             |            |            | Principal  |            |            |            |            |           |  |  |  |  |  |  |  |  |  |  |  |  |  |  |  |  |  |  |  |  |  |  |  |  |  |  |  |  |  |  |  |  |  |  |  |  |  |  |  |  |  |  |  |  |  |  |  |  |  |  |  |  |
| Sergio Momo                        | Yeray Engonga             |            |            | Principal  |            |            |            |            |           |  |  |  |  |  |  |  |  |  |  |  |  |  |  |  |  |  |  |  |  |  |  |  |  |  |  |  |  |  |  |  |  |  |  |  |  |  |  |  |  |  |  |  |  |  |  |  |  |  |  |  |  |
| Carla Díaz                         | Ariadna Blanco            |            |            |            | Principal  | Principal  | Principal  |            |           |  |  |  |  |  |  |  |  |  |  |  |  |  |  |  |  |  |  |  |  |  |  |  |  |  |  |  |  |  |  |  |  |  |  |  |  |  |  |  |  |  |  |  |  |  |  |  |  |  |  |  |  |
| Martina Cariddi                    | Mencía Blanco             |            |            |            | Principal  | Principal  | Principal  |            |           |  |  |  |  |  |  |  |  |  |  |  |  |  |  |  |  |  |  |  |  |  |  |  |  |  |  |  |  |  |  |  |  |  |  |  |  |  |  |  |  |  |  |  |  |  |  |  |  |  |  |  |  |
| Manu Ríos                          | Patrick Blanco            |            |            |            | Principal  | Principal  | Principal  | voz        |           |  |  |  |  |  |  |  |  |  |  |  |  |  |  |  |  |  |  |  |  |  |  |  |  |  |  |  |  |  |  |  |  |  |  |  |  |  |  |  |  |  |  |  |  |  |  |  |  |  |  |  |  |
| Pol Granch                         | Phillipe Von Triesenberg  |            |            |            | Principal  | Principal  |            |            |           |  |  |  |  |  |  |  |  |  |  |  |  |  |  |  |  |  |  |  |  |  |  |  |  |  |  |  |  |  |  |  |  |  |  |  |  |  |  |  |  |  |  |  |  |  |  |  |  |  |  |  |  |
| Andrés Velencoso                   | Armando de la Ossa        |            |            |            | Principal  | Principal  |            |            |           |  |  |  |  |  |  |  |  |  |  |  |  |  |  |  |  |  |  |  |  |  |  |  |  |  |  |  |  |  |  |  |  |  |  |  |  |  |  |  |  |  |  |  |  |  |  |  |  |  |  |  |  |
| Diego Martín                       | Benjamín Blanco           |            |            |            | Principal  | Principal  | Principal  |            |           |  |  |  |  |  |  |  |  |  |  |  |  |  |  |  |  |  |  |  |  |  |  |  |  |  |  |  |  |  |  |  |  |  |  |  |  |  |  |  |  |  |  |  |  |  |  |  |  |  |  |  |  |
| Valentina Zenere                   | Isadora Artiñán           |            |            |            |            | Principal  | Principal  | Principal  | Principal |  |  |  |  |  |  |  |  |  |  |  |  |  |  |  |  |  |  |  |  |  |  |  |  |  |  |  |  |  |  |  |  |  |  |  |  |  |  |  |  |  |  |  |  |  |  |  |  |  |  |  |  |
| André Lamoglia                     | Iván Carvalho             |            |            |            |            | Principal  | Principal  | Principal  | Principal |  |  |  |  |  |  |  |  |  |  |  |  |  |  |  |  |  |  |  |  |  |  |  |  |  |  |  |  |  |  |  |  |  |  |  |  |  |  |  |  |  |  |  |  |  |  |  |  |  |  |  |  |
| Carloto Cotta                      | Cruz Carvalho             |            |            |            |            | Principal  | Principal  | Principal  |           |  |  |  |  |  |  |  |  |  |  |  |  |  |  |  |  |  |  |  |  |  |  |  |  |  |  |  |  |  |  |  |  |  |  |  |  |  |  |  |  |  |  |  |  |  |  |  |  |  |  |  |  |
| Adam Nourou                        | Bilal                     |            |            |            |            | Principal  | Principal  |            |           |  |  |  |  |  |  |  |  |  |  |  |  |  |  |  |  |  |  |  |  |  |  |  |  |  |  |  |  |  |  |  |  |  |  |  |  |  |  |  |  |  |  |  |  |  |  |  |  |  |  |  |  |
| Carmen Arrufat                     | Sara                      |            |            |            |            |            | Principal  | Principal  | Principal |  |  |  |  |  |  |  |  |  |  |  |  |  |  |  |  |  |  |  |  |  |  |  |  |  |  |  |  |  |  |  |  |  |  |  |  |  |  |  |  |  |  |  |  |  |  |  |  |  |  |  |  |
| Álex Pastrana                      | Raúl                      |            |            |            |            |            | Principal  | Principal  |           |  |  |  |  |  |  |  |  |  |  |  |  |  |  |  |  |  |  |  |  |  |  |  |  |  |  |  |  |  |  |  |  |  |  |  |  |  |  |  |  |  |  |  |  |  |  |  |  |  |  |  |  |
| Álvaro de Juana                    | Dídac Ramos               |            |            |            |            |            | Principal  | Principal  |           |  |  |  |  |  |  |  |  |  |  |  |  |  |  |  |  |  |  |  |  |  |  |  |  |  |  |  |  |  |  |  |  |  |  |  |  |  |  |  |  |  |  |  |  |  |  |  |  |  |  |  |  |
| Ander Puig                         | Nicolás Fernández         |            |            |            |            |            | Principal  | Principal  | Principal |  |  |  |  |  |  |  |  |  |  |  |  |  |  |  |  |  |  |  |  |  |  |  |  |  |  |  |  |  |  |  |  |  |  |  |  |  |  |  |  |  |  |  |  |  |  |  |  |  |  |  |  |
| Guillermo Campra                   | Hugo Múler                |            |            |            |            | Invitado   | Principal  |            |           |  |  |  |  |  |  |  |  |  |  |  |  |  |  |  |  |  |  |  |  |  |  |  |  |  |  |  |  |  |  |  |  |  |  |  |  |  |  |  |  |  |  |  |  |  |  |  |  |  |  |  |  |
| Ignacio Carrascal                  | Javier                    |            |            |            |            | Invitado   | Principal  |            |           |  |  |  |  |  |  |  |  |  |  |  |  |  |  |  |  |  |  |  |  |  |  |  |  |  |  |  |  |  |  |  |  |  |  |  |  |  |  |  |  |  |  |  |  |  |  |  |  |  |  |  |  |
| Marc Bonnin                        | Álex Díaz                 |            |            |            |            | Invitado   | Principal  |            |           |  |  |  |  |  |  |  |  |  |  |  |  |  |  |  |  |  |  |  |  |  |  |  |  |  |  |  |  |  |  |  |  |  |  |  |  |  |  |  |  |  |  |  |  |  |  |  |  |  |  |  |  |
| Ana Bokesa                         | Rocío Owono               |            |            |            |            |            | Principal  | Principal  |           |  |  |  |  |  |  |  |  |  |  |  |  |  |  |  |  |  |  |  |  |  |  |  |  |  |  |  |  |  |  |  |  |  |  |  |  |  |  |  |  |  |  |  |  |  |  |  |  |  |  |  |  |
| Nadia Al Saidi                     | Sonia                     |            |            |            |            |            | Recurrente | Principal  | Principal |  |  |  |  |  |  |  |  |  |  |  |  |  |  |  |  |  |  |  |  |  |  |  |  |  |  |  |  |  |  |  |  |  |  |  |  |  |  |  |  |  |  |  |  |  |  |  |  |  |  |  |  |
| Fernando Lindez                    | Joel Castellano           |            |            |            |            |            |            | Principal  | Principal |  |  |  |  |  |  |  |  |  |  |  |  |  |  |  |  |  |  |  |  |  |  |  |  |  |  |  |  |  |  |  |  |  |  |  |  |  |  |  |  |  |  |  |  |  |  |  |  |  |  |  |  |
| Mirela Balic                       | Chloe Ibarra              |            |            |            |            |            |            | Principal  | Principal |  |  |  |  |  |  |  |  |  |  |  |  |  |  |  |  |  |  |  |  |  |  |  |  |  |  |  |  |  |  |  |  |  |  |  |  |  |  |  |  |  |  |  |  |  |  |  |  |  |  |  |  |
| Gleb Abrosimov                     | Eric de Velasco           |            |            |            |            |            |            | Principal  | Principal |  |  |  |  |  |  |  |  |  |  |  |  |  |  |  |  |  |  |  |  |  |  |  |  |  |  |  |  |  |  |  |  |  |  |  |  |  |  |  |  |  |  |  |  |  |  |  |  |  |  |  |  |
| Alejandro Albarracín               | Luis Marín                |            |            |            |            |            |            | Principal  | Principal |  |  |  |  |  |  |  |  |  |  |  |  |  |  |  |  |  |  |  |  |  |  |  |  |  |  |  |  |  |  |  |  |  |  |  |  |  |  |  |  |  |  |  |  |  |  |  |  |  |  |  |  |
| Iván Mendes                        | Dalmar                    |            |            |            |            |            |            | Principal  | Principal |  |  |  |  |  |  |  |  |  |  |  |  |  |  |  |  |  |  |  |  |  |  |  |  |  |  |  |  |  |  |  |  |  |  |  |  |  |  |  |  |  |  |  |  |  |  |  |  |  |  |  |  |
| Maribel Verdú                      | Carmen Silva              |            |            |            |            |            |            | Principal  | Principal |  |  |  |  |  |  |  |  |  |  |  |  |  |  |  |  |  |  |  |  |  |  |  |  |  |  |  |  |  |  |  |  |  |  |  |  |  |  |  |  |  |  |  |  |  |  |  |  |  |  |  |  |
| Anitta                             | Jessica                   |            |            |            |            |            |            | Principal  |           |  |  |  |  |  |  |  |  |  |  |  |  |  |  |  |  |  |  |  |  |  |  |  |  |  |  |  |  |  |  |  |  |  |  |  |  |  |  |  |  |  |  |  |  |  |  |  |  |  |  |  |  |
| Khosi Ngema                        | Fikile Bhele              |            |            |            |            |            |            | Principal  |           |  |  |  |  |  |  |  |  |  |  |  |  |  |  |  |  |  |  |  |  |  |  |  |  |  |  |  |  |  |  |  |  |  |  |  |  |  |  |  |  |  |  |  |  |  |  |  |  |  |  |  |  |
| Leonardo Sbaraglia                 | Martín Artiñan            |            |            |            |            |            |            | Principal  | Principal |  |  |  |  |  |  |  |  |  |  |  |  |  |  |  |  |  |  |  |  |  |  |  |  |  |  |  |  |  |  |  |  |  |  |  |  |  |  |  |  |  |  |  |  |  |  |  |  |  |  |  |  |
| Nuno Gallego                       | Héctor Krawietz           |            |            |            |            |            |            |            | Principal |  |  |  |  |  |  |  |  |  |  |  |  |  |  |  |  |  |  |  |  |  |  |  |  |  |  |  |  |  |  |  |  |  |  |  |  |  |  |  |  |  |  |  |  |  |  |  |  |  |  |  |  |
| Ane Rot                            | Emilia Krawietz           |            |            |            |            |            |            |            | Principal |  |  |  |  |  |  |  |  |  |  |  |  |  |  |  |  |  |  |  |  |  |  |  |  |  |  |  |  |  |  |  |  |  |  |  |  |  |  |  |  |  |  |  |  |  |  |  |  |  |  |  |  |
| Luz Cipriota                       | Roberta Goldstein         |            |            |            |            |            | Recurrente | Recurrente | Principal |  |  |  |  |  |  |  |  |  |  |  |  |  |  |  |  |  |  |  |  |  |  |  |  |  |  |  |  |  |  |  |  |  |  |  |  |  |  |  |  |  |  |  |  |  |  |  |  |  |  |  |  |
| María Ordóñez                      | Luena                     |            |            |            |            |            |            | Recurrente | Principal |  |  |  |  |  |  |  |  |  |  |  |  |  |  |  |  |  |  |  |  |  |  |  |  |  |  |  |  |  |  |  |  |  |  |  |  |  |  |  |  |  |  |  |  |  |  |  |  |  |  |  |  |
| Godeliv Van der Brandt             | Virginia                  |            |            |            |            |            | Recurrente | Recurrente | Principal |  |  |  |  |  |  |  |  |  |  |  |  |  |  |  |  |  |  |  |  |  |  |  |  |  |  |  |  |  |  |  |  |  |  |  |  |  |  |  |  |  |  |  |  |  |  |  |  |  |  |  |  |
| Abdelatif Hwidar                   | Yusef Shanaa              | Recurrente | Recurrente | Recurrente |            |            |            | Invitado   | Principal |  |  |  |  |  |  |  |  |  |  |  |  |  |  |  |  |  |  |  |  |  |  |  |  |  |  |  |  |  |  |  |  |  |  |  |  |  |  |  |  |  |  |  |  |  |  |  |  |  |  |  |  |
| Farah Hamed                        | Imán Shanaa               | Recurrente | Recurrente | Recurrente |            |            |            | Invitada   | Principal |  |  |  |  |  |  |  |  |  |  |  |  |  |  |  |  |  |  |  |  |  |  |  |  |  |  |  |  |  |  |  |  |  |  |  |  |  |  |  |  |  |  |  |  |  |  |  |  |  |  |  |  |
| Alexandra Pino                     | Guillermina               |            |            |            |            |            |            |            | Principal |  |  |  |  |  |  |  |  |  |  |  |  |  |  |  |  |  |  |  |  |  |  |  |  |  |  |  |  |  |  |  |  |  |  |  |  |  |  |  |  |  |  |  |  |  |  |  |  |  |  |  |  |
| Mario Ermito                       | Pier                      |            |            |            |            |            |            |            | Principal |  |  |  |  |  |  |  |  |  |  |  |  |  |  |  |  |  |  |  |  |  |  |  |  |  |  |  |  |  |  |  |  |  |  |  |  |  |  |  |  |  |  |  |  |  |  |  |  |  |  |  |  |
| Pepe Ocio                          | Alfonso Fernández         |            |            |            |            |            | Recurrente | Recurrente | Principal |  |  |  |  |  |  |  |  |  |  |  |  |  |  |  |  |  |  |  |  |  |  |  |  |  |  |  |  |  |  |  |  |  |  |  |  |  |  |  |  |  |  |  |  |  |  |  |  |  |  |  |  |
| Olaya Caldera                      | María de Velascos Viveros |            |            |            |            |            | Recurrente | Recurrente | Principal |  |  |  |  |  |  |  |  |  |  |  |  |  |  |  |  |  |  |  |  |  |  |  |  |  |  |  |  |  |  |  |  |  |  |  |  |  |  |  |  |  |  |  |  |  |  |  |  |  |  |  |  |
| Alfons Nieto                       | José Luis                 |            |            |            |            |            |            | Invitado   | Principal |  |  |  |  |  |  |  |  |  |  |  |  |  |  |  |  |  |  |  |  |  |  |  |  |  |  |  |  |  |  |  |  |  |  |  |  |  |  |  |  |  |  |  |  |  |  |  |  |  |  |  |  |
| Personajes recurrentes e invitados |                           |            |            |            |            |            |            |            |           |  |  |  |  |  |  |  |  |  |  |  |  |  |  |  |  |  |  |  |  |  |  |  |  |  |  |  |  |  |  |  |  |  |  |  |  |  |  |  |  |  |  |  |  |  |  |  |  |  |  |  |  |
| Elisabet Gelabert                  | Azucena de Muñoz          | Recurrente | Recurrente | Recurrente | Recurrente |            |            |            |           |  |  |  |  |  |  |  |  |  |  |  |  |  |  |  |  |  |  |  |  |  |  |  |  |  |  |  |  |  |  |  |  |  |  |  |  |  |  |  |  |  |  |  |  |  |  |  |  |  |  |  |  |
| Ainhoa Santamaría                  | Inspectora                | Recurrente | Recurrente | Recurrente |            |            |            |            |           |  |  |  |  |  |  |  |  |  |  |  |  |  |  |  |  |  |  |  |  |  |  |  |  |  |  |  |  |  |  |  |  |  |  |  |  |  |  |  |  |  |  |  |  |  |  |  |  |  |  |  |  |
| Irene Arcos                        | Pilar Domínguez           | Recurrente | Recurrente | Invitada   |            |            |            |            |           |  |  |  |  |  |  |  |  |  |  |  |  |  |  |  |  |  |  |  |  |  |  |  |  |  |  |  |  |  |  |  |  |  |  |  |  |  |  |  |  |  |  |  |  |  |  |  |  |  |  |  |  |
| Ramón Esquinas                     | Ventura Nunier            | Recurrente | Recurrente | Recurrente |            |            |            |            |           |  |  |  |  |  |  |  |  |  |  |  |  |  |  |  |  |  |  |  |  |  |  |  |  |  |  |  |  |  |  |  |  |  |  |  |  |  |  |  |  |  |  |  |  |  |  |  |  |  |  |  |  |
| Jorge Suquet                       | Profesor Martín           | Recurrente |            |            |            |            |            |            |           |  |  |  |  |  |  |  |  |  |  |  |  |  |  |  |  |  |  |  |  |  |  |  |  |  |  |  |  |  |  |  |  |  |  |  |  |  |  |  |  |  |  |  |  |  |  |  |  |  |  |  |  |
| Rocío Muñoz-Cobo                   | Laura Osuna               | Recurrente | Recurrente | Recurrente |            |            |            |            |           |  |  |  |  |  |  |  |  |  |  |  |  |  |  |  |  |  |  |  |  |  |  |  |  |  |  |  |  |  |  |  |  |  |  |  |  |  |  |  |  |  |  |  |  |  |  |  |  |  |  |  |  |
| Alfredo Villa                      | Antonio Muñoz             | Recurrente | Invitado   |            |            |            |            |            |           |  |  |  |  |  |  |  |  |  |  |  |  |  |  |  |  |  |  |  |  |  |  |  |  |  |  |  |  |  |  |  |  |  |  |  |  |  |  |  |  |  |  |  |  |  |  |  |  |  |  |  |  |
| Lola Marceli                       | Beatriz Caleruega         | Recurrente | Recurrente | Recurrente |            |            |            |            |           |  |  |  |  |  |  |  |  |  |  |  |  |  |  |  |  |  |  |  |  |  |  |  |  |  |  |  |  |  |  |  |  |  |  |  |  |  |  |  |  |  |  |  |  |  |  |  |  |  |  |  |  |
| Rubén Martínez                     | Teo Rosón                 | Recurrente | Recurrente | Recurrente |            |            |            |            |           |  |  |  |  |  |  |  |  |  |  |  |  |  |  |  |  |  |  |  |  |  |  |  |  |  |  |  |  |  |  |  |  |  |  |  |  |  |  |  |  |  |  |  |  |  |  |  |  |  |  |  |  |
| Liz Lobato                         | Andrea Villada            | Recurrente | Invitada   | Recurrente |            |            |            |            |           |  |  |  |  |  |  |  |  |  |  |  |  |  |  |  |  |  |  |  |  |  |  |  |  |  |  |  |  |  |  |  |  |  |  |  |  |  |  |  |  |  |  |  |  |  |  |  |  |  |  |  |  |
| Yaiza Guimaré                      | Begoña Benavent           | Invitada   | Recurrente | Recurrente |            |            |            |            |           |  |  |  |  |  |  |  |  |  |  |  |  |  |  |  |  |  |  |  |  |  |  |  |  |  |  |  |  |  |  |  |  |  |  |  |  |  |  |  |  |  |  |  |  |  |  |  |  |  |  |  |  |
| Alberto Vargas                     | Pablo Ruiz                | Invitado   |            |            |            |            |            |            |           |  |  |  |  |  |  |  |  |  |  |  |  |  |  |  |  |  |  |  |  |  |  |  |  |  |  |  |  |  |  |  |  |  |  |  |  |  |  |  |  |  |  |  |  |  |  |  |  |  |  |  |  |
| Eva Llorach                        | Sandra López              |            | Recurrente | Recurrente | Recurrente |            |            |            |           |  |  |  |  |  |  |  |  |  |  |  |  |  |  |  |  |  |  |  |  |  |  |  |  |  |  |  |  |  |  |  |  |  |  |  |  |  |  |  |  |  |  |  |  |  |  |  |  |  |  |  |  |
| Marta Aledo                        | Victoria Pando            |            | Recurrente |            |            |            |            |            |           |  |  |  |  |  |  |  |  |  |  |  |  |  |  |  |  |  |  |  |  |  |  |  |  |  |  |  |  |  |  |  |  |  |  |  |  |  |  |  |  |  |  |  |  |  |  |  |  |  |  |  |  |
| Bruno Lastra                       | Felipe Montesinos         |            | Invitado   | Invitado   |            |            |            |            |           |  |  |  |  |  |  |  |  |  |  |  |  |  |  |  |  |  |  |  |  |  |  |  |  |  |  |  |  |  |  |  |  |  |  |  |  |  |  |  |  |  |  |  |  |  |  |  |  |  |  |  |  |
| Jorge Clemente                     | Alexis Fernández          |            |            | Recurrente |            |            |            |            |           |  |  |  |  |  |  |  |  |  |  |  |  |  |  |  |  |  |  |  |  |  |  |  |  |  |  |  |  |  |  |  |  |  |  |  |  |  |  |  |  |  |  |  |  |  |  |  |  |  |  |  |  |
| Kevin McHale                       | Bill McKinley             |            |            | Invitado   |            |            |            |            |           |  |  |  |  |  |  |  |  |  |  |  |  |  |  |  |  |  |  |  |  |  |  |  |  |  |  |  |  |  |  |  |  |  |  |  |  |  |  |  |  |  |  |  |  |  |  |  |  |  |  |  |  |
| Boré Buika                         | Sebastián Abaga           |            |            |            | Recurrente | Recurrente |            |            |           |  |  |  |  |  |  |  |  |  |  |  |  |  |  |  |  |  |  |  |  |  |  |  |  |  |  |  |  |  |  |  |  |  |  |  |  |  |  |  |  |  |  |  |  |  |  |  |  |  |  |  |  |
| Rachel Lascar                      | Estefanía Von Triesenberg |            |            |            | Recurrente | Invitada   |            |            |           |  |  |  |  |  |  |  |  |  |  |  |  |  |  |  |  |  |  |  |  |  |  |  |  |  |  |  |  |  |  |  |  |  |  |  |  |  |  |  |  |  |  |  |  |  |  |  |  |  |  |  |  |
| Ambar Lucid                        | Ella misma                |            |            |            | Invitada   |            |            |            |           |  |  |  |  |  |  |  |  |  |  |  |  |  |  |  |  |  |  |  |  |  |  |  |  |  |  |  |  |  |  |  |  |  |  |  |  |  |  |  |  |  |  |  |  |  |  |  |  |  |  |  |  |
| Iria del Río                       | Greta                     |            |            |            |            | Recurrente |            |            |           |  |  |  |  |  |  |  |  |  |  |  |  |  |  |  |  |  |  |  |  |  |  |  |  |  |  |  |  |  |  |  |  |  |  |  |  |  |  |  |  |  |  |  |  |  |  |  |  |  |  |  |  |
| Isabel Garrido                     | Jess                      |            |            |            |            | Recurrente |            |            |           |  |  |  |  |  |  |  |  |  |  |  |  |  |  |  |  |  |  |  |  |  |  |  |  |  |  |  |  |  |  |  |  |  |  |  |  |  |  |  |  |  |  |  |  |  |  |  |  |  |  |  |  |
| Àlex Monner                        | Felipe Ciprian            |            |            |            |            | Recurrente |            |            |           |  |  |  |  |  |  |  |  |  |  |  |  |  |  |  |  |  |  |  |  |  |  |  |  |  |  |  |  |  |  |  |  |  |  |  |  |  |  |  |  |  |  |  |  |  |  |  |  |  |  |  |  |
| Louvia Bachelier                   | Elodie                    |            |            |            |            | Invitado   |            |            |           |  |  |  |  |  |  |  |  |  |  |  |  |  |  |  |  |  |  |  |  |  |  |  |  |  |  |  |  |  |  |  |  |  |  |  |  |  |  |  |  |  |  |  |  |  |  |  |  |  |  |  |  |
| Raúl Mérida                        | Pau Ramos                 |            |            |            |            |            | Recurrente | Recurrente |           |  |  |  |  |  |  |  |  |  |  |  |  |  |  |  |  |  |  |  |  |  |  |  |  |  |  |  |  |  |  |  |  |  |  |  |  |  |  |  |  |  |  |  |  |  |  |  |  |  |  |  |  |
| Astrid Jones                       | Catalina Durán            |            |            |            |            |            |            | Recurrente |           |  |  |  |  |  |  |  |  |  |  |  |  |  |  |  |  |  |  |  |  |  |  |  |  |  |  |  |  |  |  |  |  |  |  |  |  |  |  |  |  |  |  |  |  |  |  |  |  |  |  |  |  |
| Bernabé Fernández                  | Mateo                     |            |            |            |            |            |            | Invitado   |           |  |  |  |  |  |  |  |  |  |  |  |  |  |  |  |  |  |  |  |  |  |  |  |  |  |  |  |  |  |  |  |  |  |  |  |  |  |  |  |  |  |  |  |  |  |  |  |  |  |  |  |  |

Notas1. 
2. 
3. 
4. 
5. 
6. 
7. 
8. 
9. 
10. 
11. 
12. 
13. 
14. 

## Producción

### Creación y desarrollo
El 17 de julio de 2017, se anunció que Netflix había pedido la producción de una nueva serie española para emitirse en su plataforma mundial, convirtiéndose en la segunda serie original de Netflix en España tras el estreno de Las chicas del cable en ese año. Élite fue creada por Carlos Montero y Darío Madrona, ambos acreditados como productores ejecutivos de la serie. The Hollywood Reporter afirma que el equipo de la serie «cuenta con uno de los equipos de escritura más exitosos del panorama actual de la televisión de España». Montero y Madrona, que habían trabajado previamente en otras series dramáticas sobre adolescentes e institutos tales como Al salir de clase, Física o química y Los protegidos, desarrollan Élite siguiendo las órdenes de Netflix en las que les encargan una ficción sobre adolescentes que tuviera un giro dramático de guion en el minuto siete del capítulo piloto. Montero y Madrona, siguiendo la premisa básica, trabajan en la idea y, junto al director Dani de la Orden, presentan el producto a Netflix un mes después. Erik Barmack, vicepresidente de series originales de Netflix en ese momento, afirma que la serie Élite sería «un thriller adolescente muy diferente que cruzará las fronteras y afectará al público a nivel mundial». A pesar de que la serie tiene un marcado carácter internacional, huyendo de elementos y tópicos únicamente españoles, la serie en su segunda y tercera temporada apuesta por reforzar la «Marca España» incorporando elementos más propios del país. 
En septiembre de 2018, se anunció que la primera temporada de Élite se estrenaría el 5 de octubre de 2018. El productor Francisco Ramos explica que la elección de establecer el drama misterioso en una escuela de secundaria es importante porque «la adolescencia y juventud es el momento de la vida cuando las cosas parecen más importantes y trascendentes», lo que les permite explorar de manera intensa diferentes tramas. La estructura interna de la serie utiliza saltos temporales a modo de flash-backs y flash-forward para avanzar en la trama y el misterio, convirtiéndose en elemento distintivo de la serie, y utilizándose también en la segunda y tercera temporada. El 17 de enero de 2019, Netflix anuncia que la serie fue vista por más de 20 millones de espectadores en su primer mes de lanzamiento.
El 17 de octubre de 2018, se confirmó que la serie había sido renovada para una segunda temporada de otros 8 episodios, y el 19 de junio de 2019, Netflix confirma que la segunda temporada estrenaría en septiembre del mismo año. En este momento, Netflix aumenta la producción en España y construye en Madrid su centro de producción para toda Europa. La segunda temporada estrenó el 6 de septiembre de 2019; la cual comenzó a rodarse en enero de 2019 y que estaba escrita desde incluso antes de que se emitiese la primera temporada. El coste y dinero invertido en la producción de la segunda temporada aumentan significativamente en la temporada, para permitir a los creadores más libertad. La segunda temporada estrenó el 6 de septiembre de 2019.
El 29 de agosto de 2019, antes de que estrenara la segunda temporada, se anunció que la serie había sido renovada para una tercera temporada de 8 capítulos. El logo de la tercera temporada se estilizó como «ELIT3» en su fase de promoción. El 10 de enero de 2020, se anunció que la tercera temporada estrenaría el 13 de marzo de 2020.
El 22 de mayo de 2020, se confirmó el desarrollo de la cuarta temporada de la serie, dirigida en esta ocasión por Eduardo Chapero Jackson y Ginesta Guindal, que estrenará el 18 de junio de 2021 Aunque la cuarta temporada comienza a rodarse el 3 de agosto, se suspendieron las grabaciones un día después debido a un caso positivo de COVID-19 en el elenco, lo que provocó que el rodaje se reanudara una semana después, aumentando las medidas de control sanitario durante la producción.
El 25 de febrero de 2021, se confirmó la renovación de la serie para una quinta temporada; El 13 de mayo de 2021, se anunció que tendría una serie derivada, una miniserie titulada Élite: historias breves, con 12 capítulos que conforman cuatro historias de tres episodios cortos, que se estrenaron del 14 al 17 de junio de 2021 como previa de la cuarta temporada. El 27 de octubre de 2021 se informa que la serie ha sido renovada para una sexta temporada y el 25 de octubre de 2022 se informa que la serie ha sido renovada para una séptima temporada. El 6 de julio de 2023 fue anunciado el final de la serie para una octava y última temporada.

### Temas tratados
Élite explora diversos conceptos asociados con los dramas adolescentes. La principal característica de la serie es que por una parte se muestran clichés adolescentes, pero al mismo tiempo se presentan otros temas muy progresivos que normalmente no son tratados en las ficciones sobre adolescentes.
Así, se incluyen muchos temas sexuales diferentes, desde los más tradicionales a los más diversos. También se tratan las diferencias culturales y el racismo; las diferencias entre ricos y pobres; el apoyo de la familia y la amistad; el acoso y el uso de las redes sociales; las enfermedades en los jóvenes; las drogas y la corrupción; asesinatos; robos, etc. La revista Variety explica que las narraciones están «profundamente influidas por la clase social y el poder económico de los personajes, los cuales están construidos aparentemente a base de estereotipos, que se rompen y no terminan de abotonarse a medida que profundizas en sus tramas».

### Casting
Los creadores y responsables de casting apostaron por elegir mayoritariamente actores que sean poco conocidos por el gran público. Omar Ayuso no había trabajado como actor hasta entonces, y Ester Expósito, Miguel Bernardeau, Arón Piper, Álvaro Rico, Itzan Escamilla y Mina El Hammani tampoco eran actores muy conocidos hasta el momento. Por otra parte, la serie también incluye actores más conocidos, que incluso ya habían participado en otras producciones creadas o emitidas por Netflix: María Pedraza, Jaime Lorente y Miguel Herrán, conocidos por participar en La casa de papel, y Danna Paola.
El elenco principal de la primera temporada se confirmó antes del estreno de la serie, donde los creadores y responsables de casting apostaron por elegir actores que tuvieran edades similares a la de los personajes, entre 18 y 24 años durante el rodaje de la primera temporada.
En la segunda temporada se incorporan actores que tampoco son muy conocidos en España: Georgina Amorós, Claudia Salas, y Jorge López quien sí es popular en América Latina por su trabajo en Soy Luna. Así mismo, se confirmó que Miguel Herrán y Jaime Lorente no continuarían en la serie luego de la segunda temporada, debido a las grabaciones para la tercera parte de La casa de papel. En la tercera temporada se incorporan actores que tampoco son conocidos por el gran público: Leïti Sène y Sergio Momo.
El 22 de mayo de 2020, se confirma la renovación de la serie para la cuarta temporada, y la salida de los actores Álvaro Rico, Jorge López, Mina El Hammani, Ester Expósito, Danna Paola, Leïti Sène y Sergio Momo, tras la tercera temporada. El 20 de julio, se anunció oficialmente la incorporación de jóvenes intérpretes: Carla Díaz, Martina Cariddi, Manu Ríos y Pol Granch, junto a Diego Martín y Andrés Velencoso. En mayo de 2021, a pesar de su salida, se confirmó que El Hammani regresaría para la cuarta temporada, pero como personaje recurrente.
El 25 de febrero de 2021 se confirmó el rodaje de la quinta temporada con la salida de Miguel Bernardeu y Arón Piper, anunciada en julio de 2021, y la incorporación de Valentina Zenere, André Lamoglia y Adam Nourou, a los que también se une Carloto Cotta. En febrero de 2022 se confirmó el rodaje de la sexta temporada y la incorporación de Carmen Arrufat, Álvaro de Juana, Ana Bokesa, Alex Pastrana, Ander Puig y Nadia Al Saidi, con la salida de Itzan Escamilla, Omar Ayuso, Claudia Salas, Georgina Amorós y Pol Granch.
El 25 de octubre de 2022 se confirmó la incorporación de Mirela Balic, Fernando Lindez, Gleb Abrosimov, Iván Mendes, Alejandro Albarracín, Maribel Verdú, Anitta y Leonardo Sbaraglia se unen al reparto de la séptima temporada, además Omar Ayuso ingresa nuevamente a la serie, con la salida de Carla Díaz, Manu Ríos, Martina Cariddi, Diego Martín, Carloto Cotta y Adam Nourou.
El 19 de julio de 2023 se confirmó la incorporación de Ane Rot y Nuno Gallego, que se unen al reparto de la octava temporada, además Mina El Hammani ingresa nuevamente a la serie. Verdú confirmó en septiembre de 2023 que también saldrá en la octava temporada. Pastrana, De Juana, Bokesa y Anitta no regresarían para la octava temporada.

### Escenarios y filmación
La serie se filma en la Comunidad de Madrid (España), donde se combinan diferentes zonas: La Gran Vía de Madrid, el Teatro Barceló de Madrid, la Universidad Europea de Madrid, el Embalse de Valmayor, El Escorial, urbanizaciones de Pozuelo de Alarcón, Boadilla del Monte, Villaviciosa de Odón, La Moraleja, etc. Intencionalmente, se genera un espacio ficticio que no reproduce con exactitud la realidad misma. Además de estos exteriores y escenarios reales, algunas escenas de la serie también son rodadas en diferentes estudios y platós ubicados en Madrid. El rodaje de la sexta temporada de la serie abandona los platós que hasta entonces estaban utilizándose para las grabaciones (localizados en Boadilla del Monte y Pinto) y se trasladan a la sede central de Netflix en Madrid (en Tres Cantos). Todas las temporadas de la serie se han filmado con una resolución de calidad 4K.

### Música
Lucas Vidal es el encargado de componer la banda sonora y música original en sus tres temporadas. Además, también aparecen numerosas canciones de artistas nacionales e internacionales, que se utilizan a lo largo de la serie para intensificar el estilo y la narración de la trama. Entre estas canciones destacan algunos temas que son interpretados por los mismos actores de la serie: Danna Paola, Leïti Sène y Pol Granch. 
También destacan especialmente las canciones que se utilizan en los avances y promociones de las diferentes temporadas: «Twisted Games» de Night Panda y Krigarè y «5 In the Morning» de Charli XCX (primera temporada), «Assassin» de Au/Ra (segunda temporada), «The Kids Are Coming» de Tones and I (tercera temporada) y «Nathy Peluso: Bzrp Music Sessions, Vol. 36» de Bizarrap (cuarta temporada). Además, hay canciones que están presentes en más de una temporada y aparecen en diversos capítulos, propiciando una mayor unidad musical a lo largo de las tres temporadas, como en el caso de la canción «Forever» de Chvrches. Lynn Fainchtein Steider es la supervisora musical de la serie.
La cantante Ambar Lucid realizó un cameo durante el capítulo 6 de la cuarta temporada, interpretando la canción «Fantasmas». El argumento del episodio se centra en el concierto que va a realizar la artista, aunque en un primer momento la cantante escogida por los guionistas y productores de la serie para realizar el cameo fue Rosalía, quien debía interpretar la canción «Que no salga la luna» y «Autu Cuture» e incluso daba nombre al título del capítulo: «El mal querer», en alusión al disco que la cantante publicó en 2018. Como Rosalía decidió finalmente no participar en el rodaje, el título del episodio se cambió a «Quererte mal».

## Adaptaciones
El 24 de septiembre de 2022, durante el cuarto TUDUM Fan Event, Netflix anunció la adaptación india oficial de Elite titulada Class.
La historia se basa en la escuela de lujo de Nueva Delhi, Hampton International, donde tres nuevos estudiantes de entornos completamente diferentes desafían la dinámica existente en el enclave de élite y sus vidas cambian enormemente por los eventos que ocurren allí. La adaptación india del programa sigue la misma premisa que Elite, pero el guion ha incorporado muchos cambios para tener en cuenta a la audiencia india. Producida por Bodhitree Multimedia Limited y dirigida por Ashim Ahluwalia, Class esta protagonizada por Gurfateh Pirzada, Ayesha Kanga, Chayan Chopra, Anjali Sivaraman, Chintan Rach, Madhyama Segal, Cyaawal Singh, Naina Bhan, Moses Koul, Piyush Khati y Zeyn Shaw, y fue estrenada el 3 de febrero de 2023.

## Recepción

### Audiencia
El informe realizado por TV Time Binge Report (la herramienta de análisis y seguimiento audiovisual más grande del mundo) afirma que la primera temporada de Élite ha estado durante tres semanas en el primer puesto mundial, como la serie más vista en ese momento. TV Time Binge Report afirma que, de la misma manera, la segunda temporada también ha permanecido durante otras tres semanas como la serie más vista mundialmente. La tercera temporada, asimismo, también ha sido la serie más vista en el mundo durante tres semanas y la segunda más vista en su cuarta semana, según el informe realizado por TV Time Binge Report.
A pesar de que Netflix no suele aportar datos exactos sobre la audiencia de sus productos, el 17 de enero de 2019 anunció que la primera temporada de la serie Élite había sido vista en más de 20 millones de hogares en su primer mes de lanzamiento; y al finalizar 2019, Netflix informó de que la segunda temporada estuvo en el top 10 mundial de las series más vistas durante todo el año 2019.

### Crítica
| Temporada | Temporada | Medio crítico      | Medio crítico    |
| Temporada | Temporada | Rotten Tomatoes    | Metacritic       |
| --------- | --------- | ------------------ | ---------------- |
|           | 1         | 100% (13 críticas) | 85% (2 críticas) |
|           | 2         | 91% (11 críticas)  | —                |
|           | 3         | 100% (8 críticas)  | 83% (1 crítica)  |
|           | 4         | 52% (3 críticas)   | 70% (7 críticas) |
|           | 5         | 80% (5 críticas)   | 5.4 (3 críticas) |
|           | 6         | 55% (5 críticas)   | —                |
|           | 7         | 48% (3 críticas)   | —                |

Rotten Tomatoes califica la serie con un promedio de 9.7 / 10 durante sus tres temporadas. La primera temporada obtiene una calificación de 10 / 10 y la crítica destaca el "placer culpable que provoca la trama" y la "buena factura técnica del producto". La segunda temporada obtiene una calificación de 9.1 / 10 y la crítica alaba "la importancia de los personajes carismáticos" y "el misterio de una trama sangrienta pero entretenida". Por su parte, la tercera temporada también obtiene una calificación de 10 / 10. The AV Club afirma que la tercera temporada no defrauda al espectador, usando los interrogatorios del inspector junto a la fórmula de flashbacks y flashforwards para mantener la intriga.
Kathryn Van Arendonk destaca, en su crítica escrita en la revista New York - Vulture, que "Élite no tiene como objetivo experimentar los nuevos límites de la televisión, pero tampoco reutiliza las formas antiguas, y justamente por eso el compromiso de la serie con el melodrama vertiginoso es indudablemente agradable". David Griffin califica la primera temporada de Élite con un 8.8 / 10 y destaca, en su crítica escrita en el sitio web IGN, que la serie establece un "nuevo estándar sobre cómo se debe hacer una serie de dramática de adolescentes" afirmando que "Élite puede ser el mejor drama de instituto de la televisión". Caroline Framke, explica en la revista Variety que al abordar y combinar diversos temas dramáticos a la vez, la serie podría haber caído en el error de ser "un Frankenstein sobrecargado de espectáculo", pero que no es el caso de Élite. Framke califica la primera temporada con 9 / 10, destacando que el "triángulo amoroso entre Marina, Samuel y su hermano Nano es una de las tramas más rompedoras y novedosas de la serie, lo cual no se observa en ninguna otra ficción sobre adolescentes". El 13 de octubre de 2018, Netflix recibió comentarios homofóbicos por parte del público en Instagram en una publicación en la que aparecían Omar y Ander, a lo que Netflix respondió con unos emojis de arcoíris.
En la crítica especializada estadounidense también se alaba el buen uso de la cámara lenta, y se destaca la estética de la serie, la cual ayuda a enfatizar más el horror dramático de la narración mediante "imágenes de la escuela que son casi como las que realiza Wes Anderson en su coordinación de color y ángulos perfectos de 90 grados" combinadas con inquietante música. Caroline Framke explica que Netflix en los Estados Unidos automáticamente cambia el audio mediante el doblaje en inglés, y sugiere cambiar el audio al español castellano original para una mejor experiencia.
En Rotten Tomatoes, la segunda temporada tiene un índice de aprobación del 92% basado en las opiniones de 12 reseñas, con una valoración media de 6,00/10. El consenso crítico de la web dice: "Élite vuelve para otro misterio entretenido y al límite que triunfa gracias a unos personajes carismáticos y una trama sangrienta que no se toma demasiado en serio a sí misma."
Framke también señala que Netflix en Estados Unidos automáticamente pone por defecto el programa con un Doblaje en inglés, y sugiere cambiar el audio al español europeo original para una mejor experiencia.
En Rotten Tomatoes, la tercera temporada tiene un índice de aprobación del 100% basado en las reseñas de 10 críticos, con una nota media de 7,40/10.
En Rotten Tomatoes, la cuarta temporada cuenta con tres reseñas de la crítica.Las tres reseñas son todas "Fresh".
En Rotten Tomatoes, la quinta temporada tiene una valoración global del 80% basada en las reseñas de 5 críticos, con una nota media de 5,60/10.
En Rotten Tomatoes, la sexta temporada tiene tres críticas. Las tres reseñas son "Rotten".

### Premios y nominaciones
| Año  | Festival de Premios         | Categoría                                   | Nominado(s)     | Resultado |
| ---- | --------------------------- | ------------------------------------------- | --------------- | --------- |
| 2018 | Festival CiBRA              | Premio Orden de Toledo                      | Elenco de Élite | Ganador   |
| 2019 | Premios Feroz               | Mejor serie dramática                       | Serie Élite     | Nominada  |
| 2019 | Premios Fotogramas de Plata | Mejor serie española según los lectores     | Serie Élite     | Nominada  |
| 2019 | GLAAD Media Awards          | Mejor guion de serie de televisión española | Serie Élite     | Ganador   |
| 2020 | Premios Fotogramas de Plata | Mejor serie española según los lectores     | Serie Élite     | Nominada  |
| 2020 | GLAAD Media Awards          | Mejor guion de serie de televisión española | Serie Élite     | Nominada  |
| 2021 | Premios Fotogramas de Plata | Mejor actor de televisión                   | Arón Piper      | Nominado  |